# Wladimir Katriuk
Wladimir Katriuk (ukrainisch Володимир Катрюк, * 1. Oktober 1921 in Luschany, Ukraine; † Mai 2015 in Salaberry-de-Valleyfield, Kanada) war ein gebürtiger nach Kanada emigrierter Ukrainer, der 1943 am Massaker von Chatyn beteiligt war.

## Leben

### Zweiter Weltkrieg
Im Jahr 1942 schloss sich Kattriuk dem Schutzmannschaftsbataillon 118 an, um gegen die sowjetischen Partisanen zu kämpfen. Katriuks Verbindungen zu den Nazis waren zum Zeitpunkt eines Urteils des kanadischen Bundesgerichts aus dem Jahr 1999 bekannt, doch weitere Einzelheiten wurden erst 2008 durch die Veröffentlichung von KGB-Verhörberichten im Rahmen des Prozesses gegen Hryhorij Wasjura, einen der Offiziere des Bataillons, bekannt. In den neuen KGB-Dokumenten, die der Öffentlichkeit noch nicht bekannt waren, wird behauptet, dass Katriuk direkt an dem Massaker von Chatyn beteiligt gewesen sei.
Der Historiker Per Anders Rudling von der Universität Lund sagte unter Berufung auf neue KGB-Vernehmungsberichte: „Ein Zeuge gab an, dass Wolodymyr Katriuk ein besonders aktiver Teilnehmer an der Gräueltat war: Er soll hinter dem stationären Maschinengewehr gelegen und auf jeden geschossen haben, der versuchte, den Flammen zu entkommen.“ Rudling sagte auch, dass Katriuk „aktiv an der 'Befriedung“ der jüdischen Bielski-Partisanen im Naliboki-Wald beteiligt war.
Einem  sowjetischen Kriegsverbrecherprozess im Jahr 1973 zufolge habe Katriuk und zwei andere an diesem Tag eine Gruppe weißrussischer Holzfäller getötet, weil sie diese verdächtigten, Teil eines Volksaufstandes zu sein. „Ich sah, wie Iwankiw mit einem Maschinengewehr auf die Menschen schoss, die im Wald in Deckung gingen, und wie Katriuk und Meleschko auf die Menschen schossen, die auf der Straße lagen“, habe der Zeuge gesagt. Das Schutzmannschafts-Bataillons 118 half den Nationalsozialisten bei der Schaffung von „toten Zonen“, was bedeutete  sowjetische Partisanen durch Hinterhalte zu vernichten.
Bereits 1997 hatte eine private Untersuchung ergeben, dass allein mit der Hilfe von Telefonbüchern 161 gesuchte NS-Kriegsverbrecher in Kanada ausfindig gemacht werden konnten.

### Emigration nach Kanada
Katriuk wanderte 1951 von Frankreich nach Kanada aus und lebte seit 1959 als Imker südwestlich von Montreal in Ormstown an der Grenze zum US-Bundesstaat New York und lebte mit seiner Frau Maria auf einer kleinen Imkerei.
Im August 1996 wurde Katriuk mitgeteilt, dass die kanadische Regierung ihm die Staatsbürgerschaft entziehen wolle. Die Entscheidung sollte vom kanadischen Kabinett getroffen werden.[8] 1999 kam ein Bundesgericht in Kanada zu dem Schluss, dass Katriuk unter einem Pseudonym in das Land eingewandert war und seine kanadische Staatsbürgerschaft durch falsche Angaben erhalten hatte.
2007 entschied sich Kanada, angesichts seiner Vergangenheit seine Staatsbürgerschaft neu zu bewerten.
2012 wurde eine wissenschaftliche Untersuchung von Per Andres Rudling veröffentlicht, die hauptsächlich auf nicht mehr geheimen Dokumenten der UdSSR beruht, denen zufolge Katriuk am Massaker von Chatyn am 23. März 1943 beteiligt war. und Efraim Zuroff vom Simon Wiesenthal Zentrum und David Matas von B’nai B’rith forderten die kanadische Regierung 2012 auf, den Fall wieder zu öffnen. Nach einem Treffen mit jüdischen Organisationen und vier Holocaust-Überlebenden sagten der Justizminister Rob Nicholson und der Minister für Staatsbürgerschaft und Einwanderung, Jason Kenney, eine Neuuntersuchung zu. Das Simon Wiesenthal Zentrum setzte Katriuk 2012 an die Stelle 4, 2013 an Stelle 3 und 2015 auf Platz 2 der 10 meistgesuchten Kriegsverbrecher des Zweiten Weltkrieges.

## Tod
Katriuk starb am 22. Mai 2015 im Alter von 93 Jahren in einem Krankenhaus in Salaberry-de-Valleyfield, Quebec, an einem Schlaganfall.
Zwei Wochen vor seinem Tod forderte das russische Untersuchungskomitee Kanada auf, Katriuk in die Russische Föderation abzuschieben, damit er nach internationalem Recht vor Gericht gestellt werden könne. Die konservative kanadische Regierung unter Stephen Harper ignorierte dieses Auslieferungsbegehren aus Protest gegen die russische Annexion der Krim 2014.
Die jüdische Gemeinschaft in Kanada kritisierte diese politische Entscheidung gegen die Gerechtigkeit, weil Katriuk trotz Verschlechterung des Gesundheitszustande sein geistiger Zustand noch gut war und eine Ausbürgerung und Auslieferung wegen Verbrechen gegen die Menschlichkeit noch bis zu seinem Todestag durchaus noch möglich gewesen sei.